# Paraduta ochracea
Paraduta ochracea är en stekelart som beskrevs av Szabó 1974. Paraduta ochracea ingår i släktet Paraduta och familjen Scelionidae. Inga underarter finns listade i Catalogue of Life.